# Ramon Humet i Coderch
Ramon Humet i Coderch (Barcelona, 9 d'octubre de 1968) és un compositor català. És autor d’una obra delicada i subtil, guardonada amb els premis Reina Sofia (2006) i Olivier Messiaen (2007), que li va donar projecció internacional.

## Biografia
Va cursar els estudis musicals en el Conservatori Superior Municipal de Música de Barcelona, on va ser alumne de composició de Josep Soler i de piano de Miquel Farré. També va ser deixeble de Gerry Weil i de Harriet Serr a Caracas. Ha estat definit pel compositor anglès Jonathan Harvey com un creador subtil d'una gran imaginació poètica. Fruit dels seus estudis de shakuhachi, hi ha una evident inspiració oriental en moltes de les seves obres, com els quaderns per a piano sol Escenes del bosc (2004-2013), Jardí de Haikus (2007) per a conjunt de cambra o l'obra simfònica Gagaku (2007-2008).
Ha estat guardonat amb els Premis Reina Sofia de Composició Musical i el Premi Internacional de composició Olivier Messiaen de l'Orquestra Simfònica de Montreal.
Durant la temporada 2013-2014 ha estat el compositor resident del Palau de la Música Catalana.
Es professor del Conservatori Superior de Música del Liceu i del Conservatori de Música de Vila-seca. És nebot valencià de Joan Baptista Humet i cosí prim de Gemma Humet.

## Obra musical
L'any 2007 rep l'encàrrec del mestre Kent Nagano per a la composició d'una nova obra per a orquestra simfònica, Escenes del vent, obra que es va presentar la temporada 2008-2009 a la sala Wilfrid Pelletier de Montreal per la mateixa orquestra.
L'obra Escenes d'ocells ha estat doblement guardonada amb el Premi internacional Reina Sofia i amb el Premi Internacional Olivier Messiaen, fet que li ha valgut un reconeixement internacional i difusió a través de la  Orquestra Simfònica de Montreal (programada dues vegades: per l'Orquestra de RTVE i per l'Orquestra Simfònica de Barcelona i Nacional de Catalunya.
És autor del llibre Ballmanetes, un recull de 12 cançons populars catalanes harmonitzades per a piano a quatre mans, editat per primera vegada l’any 1992 i utilitzat habitualment en escoles de música de Catalunya. La seva música conté una forta influència de l'espectralisme i de la música oriental, especialment del shakuhachi.
L'any 2013 es va presentar a Halle (Alemanya) la seva primera òpera, Sky Disc. És una òpera-oratori per a set solistes i cor mixt amb orquestra. El llibret és escrit per Rebecca Simpson. El text és en tres llengües diferents (català, anglès i alemany) per a representar les diferents nacionalitats dels personatges.

## Premis (selecció)
- XVI Premi Internacional Ciutat de Tarragona (2008)[12]
- Olivier Messiaen International Composition Prize (2007)[12]
- XXIV Premi Internacional de composició Reina Sofia (2006)[12]
- Premi de composició Joaquín Rodrigo – Villa de Madrid (2005)[12]
- Mostly Modern International Composition Competition (2003)[12]
- SGAE Premio para Jóvenes Compositores (1997)[12]

## Discografia
- Niwa. Obres de cambra (2012)[13]
  - London Sinfonietta. Nicholas Collon, director |
  - Neu Records NEU MCH CD002
- Escenes del bosc. Música per a piano i de cambra (2003-2007)[14]
  - Ensemble Proxima Centauri, Mª Teresa Garrigosa, Sílvia Vidal
  - Ars Harmonica AH182
- Escenes del bosc, 4t quadern. Frederic Mompou, in memoriam[14]
  - Alberto Rosado, piano
  - Fundació Catalunya Caixa. Col·lecció Compositors Catalans Contemporanis, volum IV
- Encanteris[14]
  - Sílvia Vidal, piano
  - Ars Harmonica AH109
- Vent de l'oest[14]
  - Horacio Curti, shakuhachi
  - Agharta music AMCD022
- Rossinyol (Escenes del bosc, 1r quadern)[14]
  - Jordi Masó
  - Anacrusi AC060
- Mar i Lluna[14]
  - Sílvia Vidal, piano. Ramon Humet, electrònica
  - Ars Harmonica AH148
- Nkunga[14]
  - Percussions de Barcelona
  - Anacrusi AC023
- L'Efímera Carícia del Vent[14]
  - Quartet Fu-mon
  - Anacrusi AC010
- 4 Cuadros de J.M.W. Turner[14]
  - Grupo Cámara XXI. Dir.: Gregorio Gutiérrez
  - SGAE/Fundación Autor 98004-3
- Guaguancó (Sax quartet)[14]
  - Quartet 3+1
  - Anacrusi AC021
- Mantra II[15]
  - Percussions de Barcelona
  - Anacrusi AC030